# Corydon (Kentucky)
Corydon è un comune degli Stati Uniti d'America, situato nello Stato del Kentucky, nella contea di Henderson.
Qua nacque il politico e dirigente sportivo Happy Chandler.